# Potulicki

Stammwappen: Grzymała

Potulicki ist der Name eines polnischen Adelsgeschlechts.

## Geschichte
Das Geschlecht Potulicki stammt aus Großpolen und führt sein Stammreihe bis ins 15. Jahrhundert zurück. 1657 erging ein Grafendiplom an die Familie, auf dessen Bezug hin am 28. August 1780 die preußische Anerkennung des Grafenstandes mit Wappenmehrung für Michael von Potulicki, Inhaber der Herrschaften Vandsburg, Zempelburg usw. erfolgte. unter seinen Söhnen Kasper (1792–1853) und Kazimierz (1793–1871) teilte sich die Familie in zwei Linien. Während die jüngere 1947 erloschen ist, besteht die ältere gegenwärtig außerhalb Polens fort.

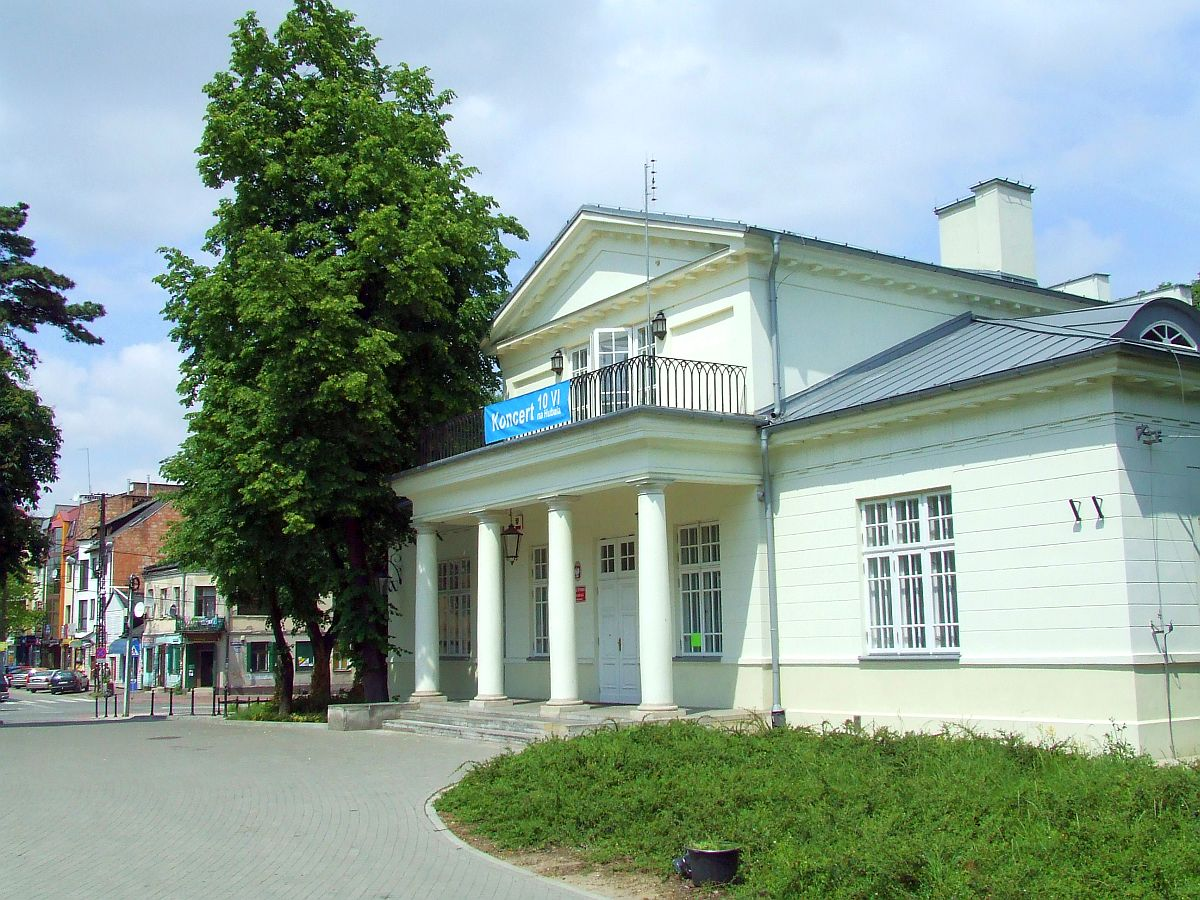
Potulicki-Palast in Pruszków
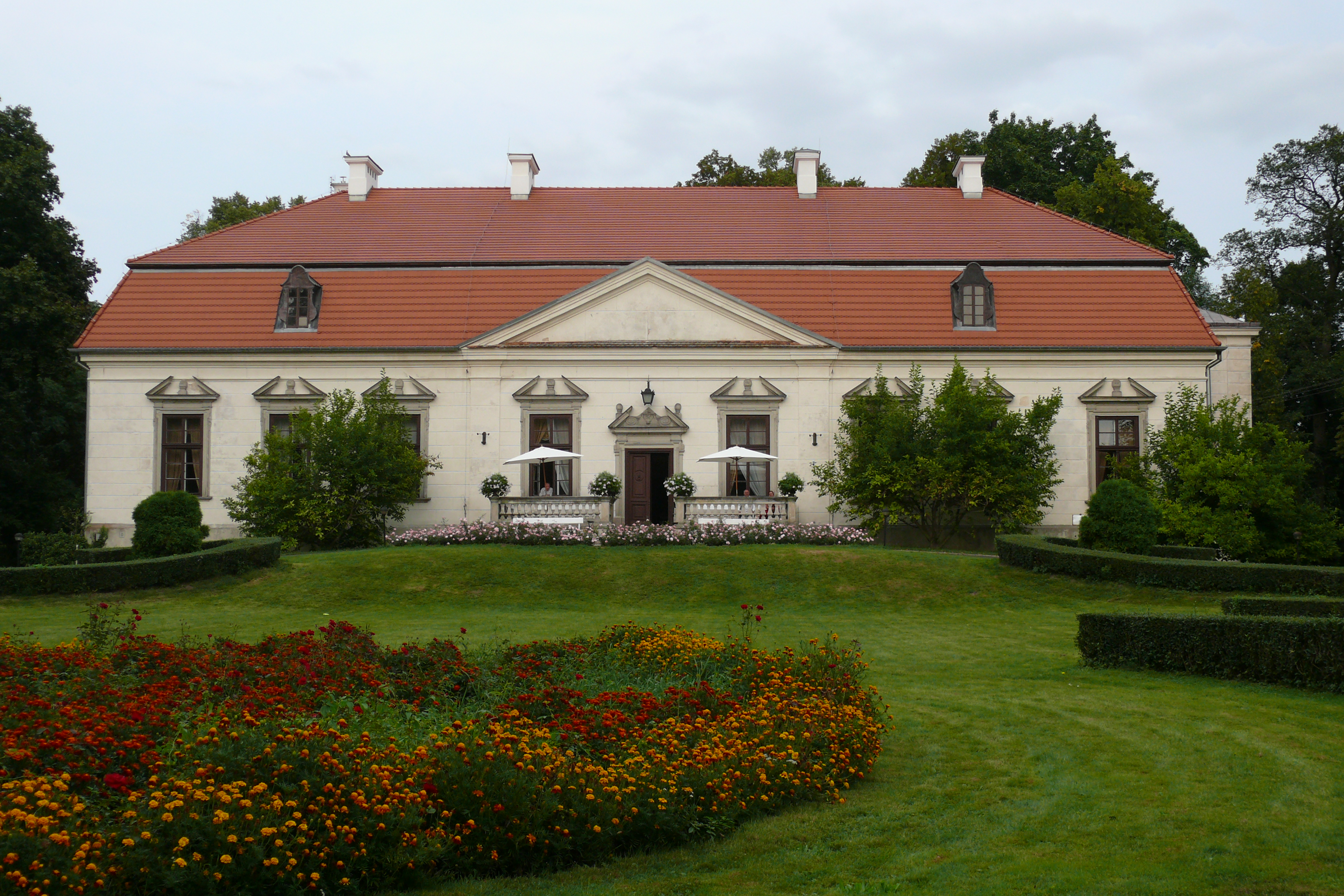
Palast in Obory (Konstancin)
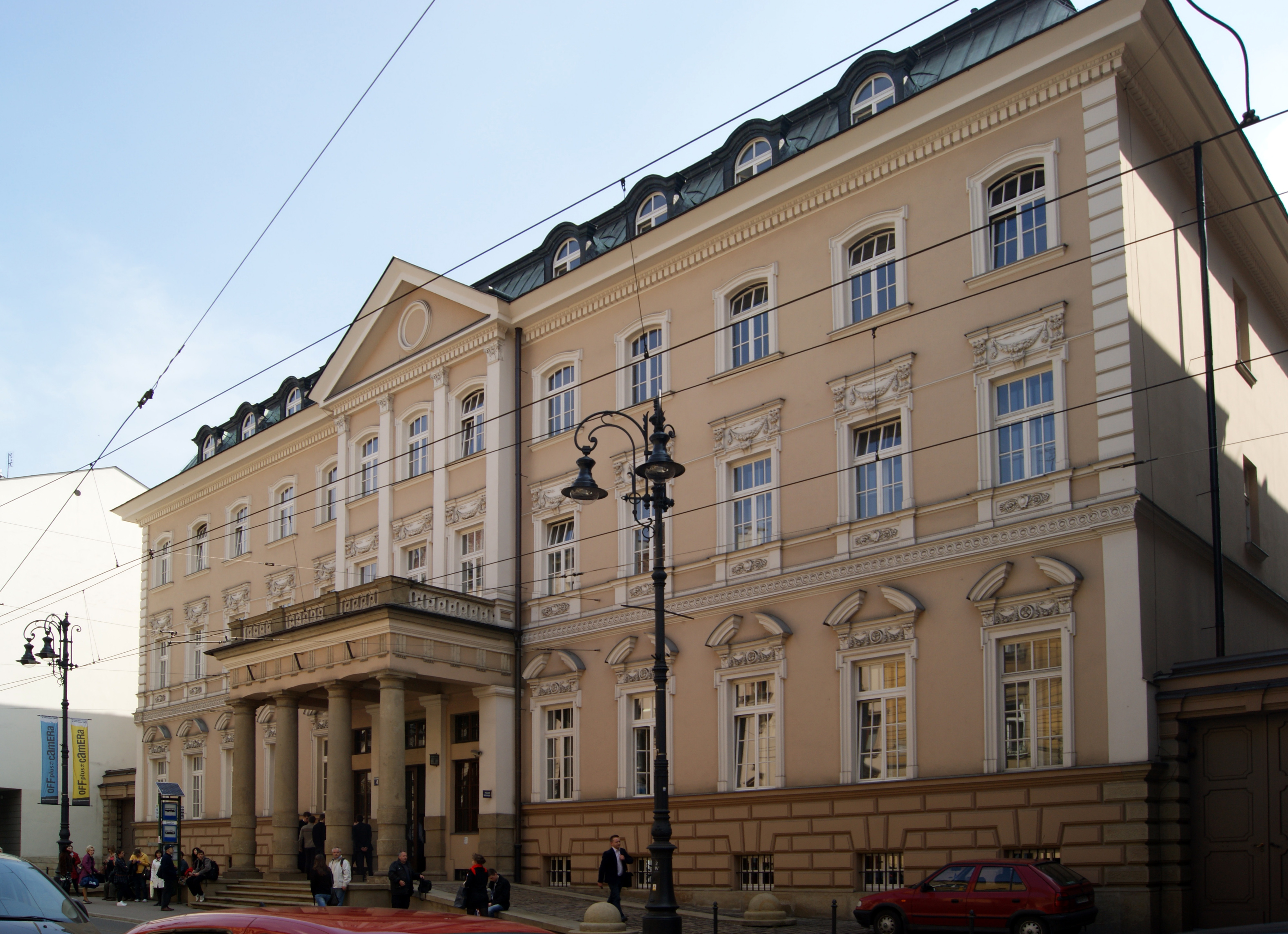
Ogiński-Potulicki-Palais Krakau

## Wappen
- Stammwappen: Grzymała
- gräfliches Wappen (1780): gemehrt um einen gräflich gekrönten Helm und zwei Rittern als Schildhalter.[1]

## Angehörige
- Jan Jakub Potulicki (1652–1726), Woiwode der Woiwodschaft Brześć Kujawski
- Józef Remigian Potulicki (1695–1734), Woiwode der Woiwodschaft Czernihów
- Aleksander Hilary Potulicki (1722–1783), Generalmajor der Kronarmee
- Casimir von Potulicki (1820–1880), Mitglied des Preußischen Herrenhauses 1854–1880
- Karol Potulicki (1861–1931), Jurist, Diplomat, Leiter des Polnischen Roten Kreuz, Publizist
- Jerzy Potulicki-Skórzewski (1894–1950), Bobfahrer, Teilnehmer der Olympischen Winterspiele 1928
- Michał Potulicki (1897–1984), Jurist, Sekretär von Premierminister Adam Ponikowski, Publizist